# Entomobrya duolineata
Entomobrya duolineata är en urinsektsart som beskrevs av Bueker 1939. Entomobrya duolineata ingår i släktet Entomobrya och familjen brokhoppstjärtar. Inga underarter finns listade i Catalogue of Life.